# 2ちゃんねるブラウザ
- > 2ちゃんねるブラウザ

2ちゃんねる（5ちゃんねる）ブラウザは、サーバの負担を軽減しつつ匿名掲示板2ちゃんねる（現・5ちゃんねる）等の掲示板を快適に閲覧するために作られたソフトウェアの総称である。2ちゃんねるに限らず「したらばJBBS」「まちBBS」や2ちゃんねる互換スクリプトを採用している掲示板も閲覧できるものもある。かつて「2ちゃんねるブラウザ」という固有の名称を持つソフトウェアが存在していたことがあるため(現在は改名)、現在でも「2ちゃんねる専用ブラウザ」や「2ちゃんねる閲覧ソフト」と言い換えられることもある。「2ちゃんねる専用ブラウザ」を略して「専ブラ」と呼ばれることも多い。
2ちゃんねるにかつて存在した有料サービス「2ちゃんねるビューア」（通称「●（まる）」）とは異なる。

## 概要

### 機能

#### 人大杉回避
2ちゃんねるの掲示板システムは、通常のWebブラウザでアクセスした場合、「read.cgi」というCGIプログラムがサーバ上に保存されているデータファイル（dat形式と呼ばれる、中身はテキストファイル）をその都度読み込み、広告などを付与したHTMLを生成してWebブラウザ上に表示する。そして掲示板の利用者が多くなりCGIプログラムが負荷過大になるとread.cgiを停止して「人大杉」（「ひとおおすぎ」＝アクセス過多という意味）と表示されたページへの転送を行うため、掲示板を閲覧できなくなってしまう。
専用ブラウザは、このread.cgiを介さず、サーバに置かれているdatファイルを直に読み取るため「人大杉」の影響を受けない。
2ちゃんねる側は、サーバ負担軽減のために2ちゃんねるブラウザの使用をユーザーに推奨していた。しかし自動リロード機能など、通常のブラウザより遥かに負荷を与える2ちゃんねるブラウザが一般化した時期があり、古い2ちゃんねるブラウザを排除するような実装変更が何回か行われてきている。

#### datファイルのキャッシュ
一度読み込んだデータは自動的にローカルに保存されるため、意識的に保存しなくてもDAT落ち（一種の過去ログ化。書き込み数が上限の1000に達した、一定期間書き込みがなかったなどの理由で、スレッドに通常の方法ではアクセスができなくなること）した後やオフライン時での閲覧が可能になる。
また、通常のブラウザでは表示内容更新の度に毎回すべての（または指定された分の）表示データをサーバから読み込み直すが、専用ブラウザでは前回の読み込み時からの差分のみを取得するため、動作が軽快である。

#### その他の機能
自分にとって不快な書き込みを非表示に設定する「NG機能」、新着レスを表示する、h抜きリンクをハイパーリンクとして扱う、前回書き込みからの経過時間を表示して書き込み時間間隔制限によるペナルティーを回避する機能などが搭載されている。
また、自動巡回やDAT落ちの前に読み込んでいなかったログを読み込む機能もあるが、2ちゃんねる関連企業であるN.T.Technology社へ料金（2008年（平成20年）時点では年間33ドルの定額サービス）を支払い、ID登録（通称「●」）を行う必要がある (ただしDAT落ちしたスレッドは、モリタポという電子マネーを使用して1スレッドにつき50モリタポ（=5円）の従量負担でブラウザで読むことも可能）。
なお、5ちゃんねるへの移行後は、有料ID登録は「5ちゃんねる浪人 (Ronin) 」に変更されている。

## 開発
Windows、Mac OS、Linuxなどの各OS用や、アプリケーションサービスプロバイダ形式など、様々なソフトウェアが開発されている。
開発は個々のプログラマが任意に行っており、主催する人物や団体は存在しないが、開発者間の情報交換や交流を目的とした「monazilla.org(w」があった。monazillaのサイトは2001年（平成13年）2月13日に開設され、2003年（平成15年）から更新が停止、2006年（平成18年）10月にブログ形式で再開されたが、2015年（平成27年）3月4日に閉鎖した。
2015年にDATによるスレッド内容の取得が廃止され、登録制の2chAPIを利用する形になった。この仕様変更に伴い、開発が途絶えていた多くのブラウザや、開発者がこれに賛同しないブラウザが利用不可となったが、有志による回避ソフトが作られている。
近年はスマートフォンの普及に伴い、モバイルアプリケーションとしても開発・公開されている。

## 主な専用ブラウザの一覧
※各種類内でラテン文字・五十音順

### PCなど向け

#### クロスプラットフォーム
- bbs2chreader：Mozilla Firefoxの拡張機能。Firefox 3.1以降更新停止中。
- Moz2ch：Mozilla Firefoxの拡張機能。単体ウィンドウで動作。
- Navi2ch：Emacsの拡張機能。
- V2C :Java+Swingで作成。
- Monalipse：Eclipseのプラグイン。
- JD for Linux:Linux版を中心に開発されている。Linux版とWindows版があるが、Windows版は暫定版。macOS版はないが、Linux用のソースコードをコンパイルすることで使用できる[4]。GTKMM2ベースのOpenJaneDoeに似たデザイン。
  - JDim：JDのフォーク
- Siki: Windows/Mac/Linux上で動作する。Electronで作成。

#### Windows
- =2ch：Microsoft Excel上で動作するマクロ。
- Hidemarnet Explorer：秀丸エディタ用テキストブラウザアドインモジュール。これに2ちゃんねる用Web整形モジュールを組み込むことで、簡易的な2ちゃんねるブラウザとしても利用可能。
- Live2ch：元々は実況板閲覧用に開発された。現在は普通の専用ブラウザとして開発されているが、実況向け機能も利用可能。
- ギコナビ：オープンソースで開発。機能は必要最小限だが、その分軽快で初心者でも使いやすく2023年現在も更新が続いている。
- OpenJane：オープンソースで開発。IEコンポーネント使用のIE版、独自エンジン使用のDoe版の2種類ある。以下はその派生版。
  - JaneXeno：JaneNidaのUnicode版 (Delphi 11) 。英語版Windowsなどでも動作する。
  - JaneStyle：株式会社ジェーンが開発。2023年7月10日に5chへの対応を終了した。
  - JaneView - ウェイバックマシン（2004年10月12日アーカイブ分）：動作の軽快さや独自スクリプト機能を特徴とする。
- SofTalkWEB：2015年（平成27年）3月1日開発終了。通常のWEBサイトも閲覧可能なタブブラウザ。音声合成でサイトの文章を読み上げる機能（Text to speech）を備える。スレッド自動更新と合わせて使用することで実況に重宝する。まちBBS、したらば掲示板など2ch互換掲示板にも対応。
- えまのん：1レスずつ表示する、メーラーのような独自のインターフェイスが特徴的。キーボードによるショートカットが充実。非IEコンポーネント。実況やチャットに使うことを前提としていないためROMに徹したい人に向いている仕様である。スラッシュドットジャパン読み込み機能あり（書き込み不可）。
- ホットゾヌ2：多機能なブラウザ。比較的重いが機能が豊富。
- AgeOn：オープンソースで開発。2ちゃんねる、2ch SC、おーぷん2ちゃんねる、まちBBS、したらば掲示板、Next2ch、ニコニコ動画風実況アプリ「JIKKYO」、VIP2ch、電子掲示板「blogban」（2016年3月閉鎖）、静岡ローカル掲示板「しずちゃん」を同時に使用可能。

#### Mac OS
- BathyScaphe：CocoMonar派生のオープンソースプロジェクト。
- V2C :Java+Swingで作成。
- SevenFour
  - マカー用。エレメンツ 開発終了。
  - CocoMonar：iTteyoshiの派生。開発凍結。
  - iTteyoshi：開発凍結。
- B5S Viewer
- その他、クロスプラットフォーム対応のブラウザも利用可能。

#### Linux
- Kita：KDE向け。
- N.I.C.H. Monaic：GTKベースで最初に実装・公開。
- おちゅ～しゃ：GTKベース。

#### 超漢字
- bchan：BTRON仕様OS「超漢字」上で動作する2ちゃんねるブラウザ｡

### 携帯端末向け

#### iOS
- ThreadMaster :サイバーエージェントの社員が開発[5]。シンプルなUIで高評価。他掲示板にも対応。iPhone、iPad用。
- Geschar:頻繁な更新が行われている。
- mae2ch :最大のウリは「読みやすさ」。iPhone、iPad用。
- Twinkle for iOS:ユニバーサルで機能性の高い2chビューアー。iPhone、iPad用。
- BB2C :動作が比較的軽快。iPhone、iPod touch用。削除済。
- 2tch :分かりやすさ・快適さが特長。iPhone、iPod touch用。削除済。
- Mosa:フェンリルが開発した2chブラウザ。削除済。アップデート予定なし[6]。
- ちゃがま :iPhone、iPod touch用。削除済。
- SUPERNN :ニュース系掲示板専門ブラウザ。iPhone, iPad用。※Android用もあり。削除済。

#### Android
- ChMate 総合力が高く、Androidでは一番人気。
- したらばStorm
- En2ch オートスクロールと動作の軽さを特長とする。5chとTalkのみ対応。
- 2chGear Tuboroid系。シンプルで使いやすい、削除済。
- Ciisaa ドロップダウンリストによる板切り替えが便利。削除済。
- 2chA1Fox Now アプリ上で浪人を購入できる。削除済。
- SUPERNN ニュース系掲示板専門ブラウザ。※iPhone, iPad用もあり。削除済。
- Tuboroidon524 オープンソース。10年以上に渡り開発停止中。

#### Windows Phone / Windows Mobile / Windows CE
- ニャー :実際は半角カナで表記。Windows Mobile用。

#### その他
- オワタブラウザ :PSP用のHomebrew（非公式）ソフト。開発は停止しており、現在は派生版が開発されている。
  - Freeze owata :レスのコピー、BGM再生が可能。また、beログインおよびp2書き込み画面表示が実装済み。開発終了。
- 44ブラウザ :PSP用のHomebrewソフト。

### WEBアプリ
- itest.5ch.net：5ch.net公式のスマートフォン向けブラウザ。
- モナラ：2ch.sc、おーぷん2ちゃんねるを閲覧できる、ChMate風WEBアプリ。Windows、Mac OS、iOS、Android、Linuxなどに対応。HTTPS通信で安全。履歴、お気に入り、画像サムネイル、ID消し、NGワード消し、新着スレヘッドラインなどを備えた高機能となっている。
- べっかん(こ)：AA抽出、省略、閲覧履歴、お気に入りなどの機能があり、外部サービスを利用した画像閲覧機能もある。●やBE・忍法帖に対応。2ちゃんねる以外にもBBSPINK（ピンクちゃんねる）も閲覧できる。タイトルで検索できる「超スレタイ検索」も。
- 5ちゃんねるブラウザ「びんたん」：スマートフォン向けだが、PCからでも利用可能。タイトルで検索できる「超スレタイ検索」や、過去に見たスレッドを履歴として表示させる機能などの機能がある。
- p2：PHPで作られた2ちゃんねるビューワ。
- ぬこ
- そらし：履歴、お気に入り、画像サムネイル、ID消し、新着スレヘッドライン、NGワード消しなどの機能がある。iPhoneにも対応。
- do2ch：ガラケー（フィーチャーフォン）専用ブラウザ。
- デモ：スマートフォン向けブラウザ。スレタイ検索や過去スレ閲覧可能。おーぷん2ch、したらば掲示板、まちBBSにも対応。